# Campeonato Mundial de Voleibol Feminino
O Campeonato Mundial de Voleibol Feminino é uma competição de voleibol organizada pela Federação Internacional de Voleibol (FIVB) a cada quatro anos.

## História

### Origens
A história do Campeonato Mundial remonta aos primórdios da voleibol como um esporte profissional de alto nível. Uma das principais motivações para a criação da FIVB em 1947 foi a necessidade de fundar uma instituição capaz de organizar torneios que envolvessem times de diversos continentes. A primeira medida concreta neste sentido foi tomada já dois anos mais tarde, com o estabelecimento da primeira edição desta competição, ainda restrita à Europa e contando apenas com times masculinos. Em 1952, foram incluídos times asiáticos e uma versão feminina do torneio, que passou a ser disputado em ciclos de quatro anos. Na edição seguinte, já participavam igualmente equipes dos três continentes americanos.
Em 1964, o voleibol foi incorporado ao programa dos Jogos Olímpicos. Para evitar coincidência de datas, os ciclos do Campeonato Mundial foram atrasados em dois anos após a quarta edição (1960), passando a alternar-se com as Olimpíadas. A partir de 1970, times da África já disputavam o torneio, atingindo-se assim o objetivo original de ter representantes das cinco confederações continentais envolvidos nas disputas.
O número de participantes do torneio mudou diversas vezes ao longo dos anos. Acompanhando o crescimento de popularidade do voleibol em escala mundial, ele aumentou em passo constante até superar a marca das vinte equipes na década de 1970 e em parte da década de 1980, foi reduzido então para apenas dezesseis na década de 1990, sendo em seguida finalmente fixado em vinte e quatro, a partir de 2002. Dentre as competições organizadas pela FIVB, o Campeonato Mundial é hoje a mais abrangente, e uma das mais importantes, equiparando-se em prestigio ao Torneio Olímpico de Voleibol.
Até 1974, a nação sede organizava as duas modalidades do torneio, tanto a masculina quanto a feminina - com uma única exceção em 1966/1967, quando os eventos ocorreram em anos diferentes. A partir da década de 1980, esta prática caiu em desuso. Nos últimos anos, todavia, ela voltou a ser observada quando a competição foi realizada no Japão, o que ocorreu em 1998 e 2006.

### Edições
Se os títulos do Campeonato Mundial feminino foram divididos de forma relativamente equilibrada entre Ásia, Europa e América, o mesmo não se pode dizer com relação às próprias equipes: exceto pelos títulos da Itália em 2002, e dos Estados Unidos em 2014, os demais campeões do torneio até hoje foram Rússia (ex-União Soviética), Japão, China, Cuba e Sérvia.
As soviéticas começaram já com uma marca impressionante, vencendo as três primeiras edições da competição: 1952, 1956, 1960. Em vias de aumentar o recorde para quatro, visto que as finais de 1962 seriam disputadas em Moscou, elas foram surpreendidas pelo Japão, que fora vice campeão na edição anterior. As japonesas repetiriam o feito em 1967, quando a União Soviética não participou da disputa.
Os times se reencontraram nas finais de 1970, e desta vez prevaleceram as soviéticas. O Japão, entretanto, vingou-se na edição seguinte, batendo a União Soviética em sets diretos e obtendo seu terceiro título na competição. Como sinal precoce de um deslocamento de forças que só viria a ocorrer efetivamente dez anos mais tarde, o jovem time cubano deixou para trás os dois tradicionais adversários e obteve o primeiro título internacional de relevo jamais conquistado por uma equipe americana em um torneio de voleibol.
Na primeira metade da década de 1980, uma nova força despontou na Ásia: sob a liderança da atacante Lang Ping, a China deixou sua marca na história do voleibol vencendo duas edições consecutivas do Campeonato Mundial (1982 e 1986). Elas chegaram às finais também em 1990, mas foram superadas pela União Soviética em sua última participação do torneio.
O título de Cuba em 1978 finalmente deu frutos na década de 1990, quando o estilo agressivo de jogadoras tais como Regla Torres, Mireya Luis e Regla Bell virtualmente dominou o cenário do voleibol mundial. As caribenhas venceram as edições de 1994 e 1998 do Campeonato Mundial, batendo de novatos promissores como o Brasil a adversários mais tradicionais, tais como a China e a Rússia.
Apesar de ter sido apontada como a grande favorita para o título, a China perdeu na edição de 2002 as semifinais para a Itália, que terminaria sagrando-se pela primeira vez campeã do torneio.
Em 2006 as duas equipes consideradas favoritas para decidir o título acabaram por se confirmar as previsões. Rússia e Brasil disputaram a grande final e, em um jogo muito equilibrado, as russas sagraram-se campeãs pela sexta vez. Porém o grande destaque do campeonato foi a Sérvia e Montenegro, equipe que até então nunca havia se destacado no voleibol feminino, conquistando o terceiro lugar. Rússia e Brasil reeditaram a final de 2006 na edição seguinte e o roteiro foi basicamente o mesmo: jogo equilibrado decido em cinco sets e com nova vitória das russas, que com essa vitória chegaram ao sétimo título mundial, recorde absoluto na categoria feminina.
Em 2014, os Estados Unidos da América conquistaram pela primeira vez o título mundial após derrotar a China na grande final, enquanto que o Brasil após dois vice-campeonatos seguidos conquistou pela primeira vez a medalha de bronze. Após a grande campanha de 2006, a Sérvia obteve seu primeiro título em 2018 e repetiu o feito em 2022, se igualando as chinesas e as russas com dois títulos mundiais.

## Formato da competição
O formato do Campeonato Mundial tem sido constantemente adaptado para ajustar-se ao número de participantes do torneio. Algumas das regras que são usualmente praticadas incluem:
- Contempla um total de 24 equipes participantes.
- O processo de qualificação para o Campeonato Mundial é longo e difícil, durando em alguns continentes mais de dois anos.
- Os times que sediam o evento e os campeões da última edição estão automaticamente qualificados.
- O total de vagas concedido a cada confederação continental é determinado pela FIVB: a Europa costuma ter o maior número, enquanto a África e a América do Sul geralmente tem o menor número.
- Para participar do Campeonato Mundial, cada equipe deve classificar-se em uma série de torneios qualificatórios, dependendo de sua posição no Ranking Mundial da FIVB. Times mal posicionados podem ter de disputar até três torneios desta natureza para assegurarem uma vaga; times bem posicionados usualmente disputam apenas um.
- A competição é dividida em pelo menos duas fases: uma preliminar e uma final. Conforme o número de equipes, pode ser necessário disputar igualmente uma ou mais fases intermediárias.
- Na fase preliminar, os times são organizados em chaves. Cada time realiza uma partida contra todos os outros times em sua chave.
- Quando todas as partidas da fase preliminar foram disputadas, os n melhores times em cada chave qualificam-se para a(s) fase(s) seguinte(s), e o restante deixa a competição. O valor de n depende do número de times participantes e do formato que será adotado nas finais.
- A FIVB já empregou diversos formatos diferentes para as finais. Há alguns anos, parece haver consenso de que pelo menos as semifinais e as finais devem ser disputadas em cruzamento olímpico.
- Para as quartas-de-final, emprega-se usualmente uma de duas soluções: ou repete-se o modelo da preliminar, em que os times são organizados em chaves e jogam todos contra todos; ou adota-se o confronto direto por cruzamento olímpico. Neste caso, podem ser necessárias rodadas intermediárias adicionais para reduzir o número de equipes para oito.
- As regras para a convocação de atletas são bastante rígidas. Cada time só pode indicar doze atletas, e trocas fora dos prazos legais não são permitidas nem mesmo no caso de acidentes.

## Medalhas
| Ordem | País            | Medalha de ouro | Medalha de prata | Medalha de bronze |    |
| ----- | --------------- | --------------- | ---------------- | ----------------- | -- |
| 1     | Rússia          | 7               | 2                | 4                 | 13 |
| 2     | Japão           | 3               | 3                | 1                 | 7  |
| 3     | Cuba            | 3               | 1                | 0                 | 4  |
| 4     | China           | 2               | 3                | 1                 | 6  |
| 5     | Sérvia          | 2               | 0                | 1                 | 3  |
| 6     | Estados Unidos  | 1               | 2                | 2                 | 5  |
| 7     | Itália          | 1               | 1                | 1                 | 3  |
| 8     | Brasil          | 0               | 4                | 1                 | 5  |
| 9     | Polônia         | 0               | 1                | 2                 | 3  |
| 10    | Peru            | 0               | 1                | 1                 | 2  |
| 11    | Romênia         | 0               | 1                | 0                 | 1  |
| 12    | Coreia do Sul   | 0               | 0                | 2                 | 2  |
| 12    | Chéquia         | 0               | 0                | 2                 | 2  |
| 13    | Coreia do Norte | 0               | 0                | 1                 | 1  |

## MVPspor edição
- 1952–1978 – Sem premiação
- 1982 – CHN Lang Ping
- 1986 – CHN Yang Xilan
- 1990 – URS Irina Parkhomchuk
- 1994 – CUB Regla Torres
- 1998 – CUB Regla Torres
- 2002 – ITA Elisa Togut
- 2006 – JPN Yoshie Takeshita
- 2010 – RUS Ekaterina Gamova
- 2014 – USA Kimberly Hill
- 2018 – SRB Tijana Bošković
- 2022 – SRB Tijana Bošković